# Templiner Vorstadt
La Templiner Vorstadt è un quartiere della città tedesca di Potsdam.